# محوی همدانی
مغیث‌الدین محوی همدانی یا محوی نیشابوری شهرت میرمغیث شاعر متخلص به محوی در سدهٔ دهم هجری قمری بود. او در سال ۱۰۲۰ در اسدآباد همدان متولد شد. او سادات اسدآباد بود که گویا مدتی در نیشابور زیست. در جوانی از ایران به هند رفت و چندگاهی در آنجا بود. سپس به زیارت کعبه شتافت و باز به هند بازگشت و ملازم میرزا عبدالرحیم خانِ خانان و از مداحان او شد. شاعری صوفی مشرب بود و شهرتش به رباعی‌های صوفیانه و واعظانهٔ اوست که هم از زمان خودش معروف بوده است.
محوی تخلص مینمود از سادات همدان است، طبعش لطیف است چنانچه در فن رباعی کم از سحاب نیست. بعد از سیر ولایت هندوستان به مکه معظمه ساکن شده باز به هند رفته، در آنجا فوت شد.
چنین مسموع است که به غیر از رباعی شعری ندارد و اگر غزلی در سفاین باشد از محوی اردبیلی است.
| دستى به عنان آرزويى نزديم       |  | در كار جهان گره به مويى نزديم     |
| گو باد خزان به باغ درتاز، كه ما |  | چون گُل خود را به رنگ و بويى نزديم |

| محوی که ز کوی عقل بیرون می‌گشت    |  | دیوانه‌تر از هزار مجنون می‌گشت   |
| دور از تو ز دور ديدم آن گم‌شده را |  | در باديه‌ای كه باد در خون می‌گشت |